# Русское лото
«Русское лото» — всероссийская государственная тиражная лотерея.
Организатором лотереи «Русское лото» является Министерство спорта Российской Федерации. Оператором выступает Акционерное общество «ГСЛ», распространителем лотереи «Русское лото» под брендом «Столото» является АО «ТК „Центр“».
Всероссийская государственная лотерея «Русское лото» проводится на основании распоряжения Правительства Российской Федерации от 02.05.2012 № 687-р. Условия проведения лотереи определены приказом от 19 августа 2016 г. № 982.

## История

### Предыстория
В пост-советское время на телевидении существовала лишь одна крупная телелотерея — «Спортлото». Эта лотерея была полностью государственной, и вырученные деньги уходили на строительство спортивных объектов. Один из первых советских миллионеров Артём Тарасов купил формат популярных на Западе бинго-лотерей, и решил зарабатывать деньги на их проведении.
Для запуска большой телевизионной лотереи Тарасову пришлось использовать все связи и знакомства — деньги на лотерею были взяты в кредит в банке «Столичный», часть денег внесла чеченская диаспора в лице братьев Сайдуллаевых. Разрешение на проведение лотереи выдал мэр Москвы Юрий Лужков, в обмен на передачу 10 % от дохода в бюджет Москвы (именно поэтому лотерея называется государственной).
Авторами идеи совместить традиционную русскую игру в лото с лотереей и телевизионным шоу, которое собирало бы людей вместе целыми семьями, стали супруги-бизнесмены Александр Яновский и Маргарита Клинкевич. Им принадлежал концерн «Милан», который занялся производством программы. Артём Тарасов становится художественным руководителем лотереи. Лотерею назвали «Русское лото».
«Русское лото» на фоне появившегося в 1992 году «Лотто-Миллиона» отличилась хорошо поставленным процессом розыгрыша — в программе появились интрига и драматургия. Победители появляются во время всей передачи и называются практически сразу, благодаря чему в эфире присутствуют динамика и саспенс. Первая студия была оформлена в старорусском стиле — резные деревянные декорации, столы в виде подков и бочек. Вместо лототрона использовался мешок, вместо шариков бочонки.

### 1994—2006
9 августа 1994 года была проведена презентация новой игры «Русское лото». Презентация проводилась в виде пробной игры (это был ещё не тираж) и транслировалась на «1-м канале Останкино» в программном блоке «GMS». В игре приняли участие Филипп Киркоров и Алла Пугачёва. Ведущим пилотной игры, а затем — первых тиражей был Сергей Дитятев. Он придумывал шутки, чтобы удержать аудиторию, так как сомневался, что людей заинтересует лотерея.
Следующие три тиража Сергей Дитятев вёл игру под контролем режиссёра. Однако в работе всё равно возникали большие трудности. Затем, ещё три тиража провёл концертный конферансье и юморист, заслуженный артист России Валерий Александрович Москалёв.
Мне легче было вести программу самому, чем объяснять другому человеку, что нужно делать в кадре. Найти человека с импровизационным самочувствием, интеллектом и театральным образованием было сложно. Не было времени — программа выходила каждую неделю. И мне сказали: давай, бери процесс в свои руки — веди передачу.Михаил Борисов
Первый официальный тираж «Русское лото» состоялся 16 октября 1994 года в 11:15 на РТР.
В 1994 году в эфире «Русского лото» выступила Алла Пугачёва.
С восьмого тиража, проведённого 4 декабря 1994 года и до своей смерти 19 сентября 2020 года бессменным ведущим и художественным руководителем «Русского лото», а также лотерейных шоу, куда оно и входило, являлся Михаил Борисов. В период с 1994 по 1997 год помощницей Михаила Борисова стала его ученица Анна Скварник (Маркова), которая впоследствии станет его пассией, а также Екатерина Гусева. Все тиражи с восьмого до своего последнего Михаил Борисов записывал сначала на видеокассеты, а затем на DVD-диски (за исключением тиражей № 22-26 за 1995 год, № 339 за 2001 год, № 475 за 2003 год, № 529, 531, 532 за 2004 год, № 537, 579, 584 за 2005 год, № 586, 587, 594, 600, 609, 612 за 2006 год, данные тиражи были испорчены при записи и пришли в негодность). Перед смертью он передал архив обществу, так на видеосервисах стали появляться выпуски «Русского лото» начиная с 1994 года.
В 1995 году прошел первый «космический» тираж, в котором приняли участие космонавты с станции «Мир», а также в том же году был впервые разыгран автомобили — «Daewoo Nexia» и «Жигули».
На новогодний 64-й тираж лотереи, существовавшей к тому моменту чуть больше года, было продано 2.522.464 билетов, общий призовой фонд составил 5.044.920 рублей.
С 1996 по 2000 год проводились выездные тиражи лотереи «Русское лото», а розыгрыши в основном проводились в Санкт-Петербурге, Иркутске, Омске, Красноярске, Чебоксарах, Элисте, Норильске и многих других. Самый первый выездной тираж «Русского лото» прошёл в Краснодаре 16 июля 1996 года, где для этих целей была построена специальная студия.
В ночь с 31 декабря 1997 на 1 января 1998 года новогоднее поздравление Михаила Борисова показали по телевизору сразу после речи президента Бориса Ельцина.
В 1999—2003 годах прошли выездные тиражи в Чебоксарах, эфир транслировали на местном телеканале.
Два раза Михаил Борисов не вёл телеигру. Первый раз — в 318-м тираже (12.11.2000), так как в Норильске, куда Борисов отправился с выездным тиражом, была нелётная погода: его сменила Анна Скварник (Маркова). Второй раз — в 640-м тираже (14.01.2007), так как ведущий был на открытии казахстанской версии данной телеигры — лотереи «КазЛото», в связи с чем организаторы лотереи дозвонились до Михаила Борисова: его сменил бывший соведущий Андрей Андреев.
8 мая 2004 года прошёл юбилейный, 500-й тираж «Русского лото», который также был приурочен ко Дню Победы.
До 27 июля 2003 года лотерея выходила по воскресеньям. Со 2 августа 2003 года по 18 марта 2006 года лотерея выходила в эфир по субботам утром, в один день с другой лотереей «Золотой ключ». С 19 марта по 25 июня 2006 года лотерея выходила одновременно на телеканалах «Россия» и «Спорт», причём версия на телеканале «Россия» была короткой и выходила в 8:20, а на телеканале «Спорт» — полной и выходила в 11:00. С этого момента лотерея снова стала выходить по воскресеньям. 25 июня 2006 года состоялся последний эфир «Русского лото» на телеканале «Россия» и в дальнейшем со 2 июля по 26 ноября 2006 года выходила в эфир только на телеканале «Спорт».

### С 2006 года
С 3 декабря 2006 года передача выходит на НТВ по воскресеньям утром в 8:15, с 2016 по 2017 и с 2019 в 8:20. К тому моменту, лотерея «Золотой ключ» уже начала выходить по субботам утром на НТВ.
С 7 июля 2013 по 30 октября 2016 года выходила программа «Русское лото плюс», в рамках которой, кроме тиражей «Русского лото» транслировались тиражи «Жилищной лотереи» (ранее — «Государственной жилищной лотереи»). С 6 сентября 2015 года в программе вместо тиражей «Жилищной лотереи» (они переместились в программу «Жилищная лотерея плюс») также стали транслироваться тиражи лотереи «Золотая подкова».
8 декабря 2013 года прошел юбилейный, 1000-й тираж «Русского лото».
С 5 сентября 2015 по 29 октября 2016 года выходила программа «Жилищная лотерея плюс», в которой помимо «Жилищной лотереи» транслировалась лотерея «6 из 36».
1 ноября 2015 года в связи с трауром по погибшим в авиакатастрофе A321 над Синайским полуостровом заставка лотереи шла без звука.
С 6 ноября 2016 по 15 октября 2017 года «Русское лото» вместе с другими телевизионными лотереями («Жилищная лотерея», «Золотая подкова», «6 из 36», а после нового года и «Гослото 4 из 20») выходило в эфир в рамках лотерейного шоу «Счастливое утро». Трансляция проходила по воскресеньям в 8:20 на НТВ.
С 22 октября 2017 года шоу стало выходить в эфир в 14:00, название сменилось на «У нас выигрывают!», в программе было 2 лотереи — «Русское лото», «Жилищная лотерея». 25 марта 2018 года в телевизионный эфир возвращена лотерея «Золотая подкова». С 1 июля 2018 года программа выходит в эфир из новой студии. С 5 мая 2019 года программа стала выходить в эфир в 8:20, также был увеличен её хронометраж до 1,5 часов. Конкурс «Квартира без очереди» был убран. В лотерейное шоу вернулись тиражи лотерей «Бинго-75», «6 из 36» и «Жилищной лотереи», которые в последний момент присутствовали в лотерейном шоу «Зарядись удачей».
5 ноября 2017 года состоялся 1204-й тираж, в котором был разыгран рекордный джекпот в размере 506 миллионов рублей, став крупнейшим за всю историю российских лотерей. По словам ведущих лотереи, счастливый билет был куплен в Воронежской области. По сообщению пресс-центра «Столото», обладателем рекордного джекпота стала 63-летняя пенсионерка Наталья Власова.
1 января 2018 года, во время розыгрыша 1212 тиража «Русского лото» в прямом эфире программы «Новогодний миллиард», был разыгран джекпот в размере 250 миллионов рублей, победителем стал житель Татарстана.
20 октября 2019 года «Русское лото» отмечало 25-летие с момента первого тиража. Впервые в 1306-м тираже игра шла до 89 хода, но в истории российских лотерей во второй раз шёл до 89 хода (первый случай зафиксирован в ноябре 2006 года, когда в лотерее «Бинго-миллионер», в тираже, посвящённого Дню народного единства, впервые основная игра шла до 89 хода).
1 января 2020 года состоялся 1316-й тираж лотереи «Русское лото» (под заголовком «Новогодний миллиард»), где вновь был перебит рекорд проданных билетов от 1 января 2018 года (42 500 003 билета). В данном тираже приняло участие 53 614 853 билета. Жительница Московской области, купившая билет в Москве, сорвала крупнейший выигрыш за всю историю лотерей в Российской Федерации — 1 миллиард рублей.
13 сентября 2020 года вышел последний выпуск лотерейного шоу «У нас выигрывают» с 1353-м тиражом «Русское лото» при жизни Михаила Борисова. Через неделю, вечером 19 сентября 2020 года Борисов скончался от COVID-19 — ему стало плохо до съёмок выпуска лотереи «Русское лото». В конечном итоге, выпуск «Русского лото» от 20 сентября 2020 года вместо Михаила Борисова провела Ирида Хусаинова с гостем Тимофеем Дюковым, выигравшим за несколько месяцев до этого 2 309 016 рублей в лотерее «Гослото 7 из 45».
Выпуски от 27 сентября и 4 октября 2020 года провёл певец Владимир Маркин, другие лотереи вела Олимпиада Тетерич.
18 октября 2020 года Михаил Пореченков, герой рекламы «Русского лото», вёл праздничный 1358-й тираж по случаю 26-летия лотереи. С 25 октября выпуски «Русского лото» периодически проводили различные ведущие и знаменитости. Выпуск в честь 50-летия «Спортлото», который вышел 25 октября 2020 года провёл спортивный комментатор Дмитрий Губерниев.
До 2023 года постоянным ведущим «Русского лото» был бывший ведущий программы «Сам себе режиссёр» и шоумен Алексей Лысенков, а некоторые тиражи лотереи, включая праздничные, периодически вёл Дмитрий Губерниев.
После кончины Михаила Борисова в декабре 2020 года был создан YouTube-канал «Борисов и его Борисовцы», на котором публикуются архивные видеозаписи тиражей «Русского лото», выездных тиражей, а также и архивные видео с Михаилом Борисовым и записи различных телевизионных передач с его участием.
В первый день нового года разыгрывается тираж «Новогодний миллиард», транслируются на НТВ (строго в прямой трансляции).
29 августа 2021 года был проведён первый в истории лотереи «беспроигрышный» 1403-й тираж, в котором были вытащены все 90 бочонков. При этом большая часть выигрышей значительно меньше стоимости билета. Это впоследствии стало поводом у двух пенсионеров из Переславль-Залесского для подачи заявления в суд на лотерею и лично на актёра Михаила Пореченкова, рекламировавшего тираж, за «введение граждан РФ в заблуждение», однако требование удовлетворено не было. В дальнейшем были проведены ещё два таких тиража: №1455 (28 августа 2022 года) и №1509 (3 сентября 2023 года).
В апреле 2023 года не вышел 1488 тираж из-за внесения «комбинации цифр в список экстремистских материалов». Оператором лотереи было принято решение присвоить другой порядковый номер 1489 тиражу от 16 апреля 2023 года по этическим соображениям. Однако в действительности не сама цифра 1488 была внесена в список экстремистских материалов, а именно числовая комбинация «14/88», поскольку считается кодовым лозунгом, а также приветствием и подписью у белых националистов.
2 июля 2023 года прошел юбилейный, 1500-й тираж «Русского лото».
С 3 сентября 2023 года в программе «У нас выигрывают!» теперь выходят 3 лотереи - «Русское лото», «Жилищная лотерея», «Золотая подкова». Тогда же в лотерее появился новый приз - «Золотой бочонок», условия розыгрыша которого меняются от тиража к тиражу.
С 2021 по 2023 год «Русское лото» три раза подряд становилось обладателем национальной премии доверия потребителей «Марка № 1 в России».
С 1 января 2024 года программа выходит в новом оформлении и в новой студии. Новыми ведущими «Русского лото» стал шоумен Вячеслав Макаров, также ведущий шоу «Маска» и «Аватар» на НТВ, и актёр Роман Юнусов.
24 марта 2024 года в связи с общенациональным трауром по погибшим в результате теракта в «Крокус Сити Холле», который произошёл вечером 22 марта 2024 года, не состоялась трансляция программы «У нас выигрывают!» с 1538 тиражом «Русского лото» в эфире НТВ: вместо этого выпуск вышел 25 марта 2024 года в 0:00 по московскому времени на официальном YouTube-канале «Столото». В этот же день из-за изменений в программе передач не вышли в эфир и другие телепередачи, выходящие обычно по воскресеньям на НТВ, среди которых «Первая передача», «Чудо техники», «Дачный ответ», «НашПотребНадзор», «Однажды…», «Маска» и «Звёзды сошлись».
С 3 июля 2024 года «Русское лото» стало выходить дважды в неделю: по воскресеньям в эфире НТВ и по средам на своём сайте и YouTube-канале.

## Ведущие, программисты компьютерной группы и спикеры лотереи «Русское лото»
Компьютерная группа (спикер) (2010 г.)
- Инна Лепилова

Нынешние
- Дмитрий Губерниев (с 2020 г.; ведущий в праздничных тиражах)
- Вячеслав Макаров (с 2022 г.; ведущий в обычных тиражах)
- Роман Юнусов (с 2024 г.; ведущий в обычных тиражах)

Бывшие
- Сергей Дитятев (1994; пилотный выпуск + 1-4 тиражи)
- Анна Скварник (Маркова) (1996-97 гг. в качестве помощницы лотереи, 2000-2001 г. в качестве ведущей (12 ноября 2000) и соведущей (кроме 325 и 351 тиражей) Михаила Борисова)
- Алёна Ковальчук (4 июня — 26 ноября 2005)
- Денис Рожков (сентябрь — декабрь 2004)
- Инга Маневич (10 июня 2006 — 21 февраля 2010; спикер)
- Андрей Андреев (17 июня — 10 сентября 2006; 14 января 2007)
- Юлия Саенко
- Юлия Островская (с 2014 г.; соведущая)
- Ирида Хусаинова (с 2010 по 2017 г.; рекламировала следующие тиражи Русского лото и «ГЖЛ», а также соведущая с 2010 г. по 2021 г.).
- Алексей Лысенков (с 2020 по 2023 г.; ведущий в обычных тиражах)

Компьютерная группа (программисты) (до 2010 г.)
- Александр Лыков.
- Владимир Айзенштат.
- Александр Плисс.
- Владимир Расторгуев.

Компьютерная группа (спикеры) (до 2006 г.):
- Галина Афанасьева (1994—2001).
- Татьяна Ионина (1995—2006).
- Диана Фадеева (2001-06).
- Галина Силакова (2001-06).

Ударная группа (до января 2005 г.):
- Александр Белоусов

## Правила лотереи
Прототипом лотереи «Русское лото» является популярная игра лото. В билете «Русского лото» есть два игровых поля, содержащих числа от 1 до 90. Участнику нужно выбрать билет с уже сформированной комбинацией и дождаться розыгрыша.
Розыгрыш проводится в несколько туров. Во время каждого тура ведущий по одному достает из мешка бочонки с номерами и участники должны отмечать в своих билетах числа, совпавшие с номерами бочонков. Победителями становятся те, у кого раньше других совпадает нужное для определенного тура количество чисел.
- 1-й тур — выигрывают билеты, в которых 5 чисел в любой горизонтальной строке любого игрового поля билета (верхнего или нижнего) совпадут с выпавшими в процессе розыгрыша числами.
- 2-й тур — выигрывают билеты, в которых 15 чисел одного из игровых полей билета (верхнего или нижнего) раньше других совпадут с выпавшими в процессе розыгрыша числами.
- 3-й и последующие туры — выигрывают билеты, в которых все 30 чисел двух игровых полей билета раньше других совпадут с выпавшими в процессе розыгрыша числами.

Предвыигрышная ситуация складывается, когда у одного или нескольких билетов есть: 4 совпадения из 5 в одной из горизонтальных строк в первом туре, 14 совпадений из 15 в одном из игровых полей во втором туре, 29 совпадений из 30 в третьем и последующих турах.
Если на 15-м ходу все 15 чисел одного из полей билета (верхнего или нижнего) совпадут с номерами бочонков, извлеченных из мешка, участник выигрывает джекпот. При этом от тиража к тиражу его размер может увеличиваться до тех пор, пока он не будет разыгран, либо пока не будет проведен тираж с принудительным распределением джекпота. Данное правило было введено в 368 тираже, который вышел в эфир 28 октября 2001 года. Помимо денежных призов, в «Русском лото» разыгрываются машины, квартиры и загородные дома. В случае проведения розыгрыша до 90 хода игра становится беспроигрышной (все купленные билеты выигрывают, в мешке не остаётся ни одного бочонка), но при этом минимальный выигрыш меньше стоимости билета. Проведение розыгрыша до 90 хода в беспроигрышных тиражах возможно в случае, если не будет разыгран джекпот на первых 15 ходах. В противном случае игра будет проведена до 86 хода включительно.
В призовой фонд лотереи уходит 50 % стоимости каждого проданного билета.

## Крупные призы

### Джек-пот (правила 1995-96 гг.)
В течение 1996 года Джек-пот был разыгран по правилам третьего тура (от 56 хода и выше) в общей сложности 8 раз. Начал разыгрываться 31 декабря 1995 года и закончил свой розыгрыш 13 октября 1996 года.
| Тираж | Дата розыгрыша  | Ход розыгрыша Джек-пота | Город или регион, где был куплен счастливый билет | Сумма выигрыша в рублях                           | Источники |
| ----- | --------------- | ----------------------- | ------------------------------------------------- | ------------------------------------------------- | --------- |
| 68    | 28 января 1996  | 60 ход                  | ???                                               | 522.420.800+141.333.200=663.754.000               | [ 73 ]    |
| 73    | 3 марта 1996    | 59 ход                  | ???                                               | 671.802.100+144.194.900=815.997.000 (407.998.459) | [ 75 ]    |
| 78    | 7 апреля 1996   | 57 ход                  | ???                                               | 764.468.000+139.040.780=903.708.580               | [ 77 ]    |
| 82    | 5 мая 1996      | 59 ход                  | ???                                               | 516.193.000+122.735.700=638.928.700               | [ 78 ]    |
| 88    | 16 июня 1996    | 60 ход                  | ???                                               | 569.469.800+93.722.100=663.191.900                | [ 79 ]    |
| 92    | 14 июля 1996    | 57 ход                  | ???                                               | 322.937.800+77.854.400=400.792.200                | [ 80 ]    |
| 98    | 25 августа 1996 | 61 ход                  | ???                                               | 481.842.400+78.454.500=560.296.900                | [ 81 ]    |
| 105   | 13 октября 1996 | 59 ход                  | ???                                               | 615.604.700+89.103.600=704.708.300 (352.324.150)  | [ 83 ]    |

### Джек-пот (правила 2001 г.)
За всё время существования лотереи «Русское лото» Джек-пот был разыгран на 15-м ходу в общей сложности всего 14 раз по упрощённым правилам, по правилам строго в верхней или нижней карточке не было разыграно ни одного Джек-пота.
| Тираж                           | Дата розыгрыша   | Город или регион, где был куплен счастливый билет | Сумма выигрыша в рублях | Источники            |
| ------------------------------- | ---------------- | ------------------------------------------------- | ----------------------- | -------------------- |
| 388                             | 17 марта 2002    |                                                   | 45.100.000              | [ 85 ]               |
| 430                             | 5 января 2003    |                                                   | 60.000.000              | [ 87 ]               |
| 488                             | 14 февраля 2004  | Ярославль                                         | 29.548.386              | [ 88 ] [ 89 ] [ 90 ] |
| 524                             | 23 октября 2004  | Москва                                            | 25.166.072              | [ 88 ] [ 91 ] [ 92 ] |
| 542                             | 26 февраля 2005  | Кемерово                                          | 11.959.406              | [ 93 ]               |
| 560                             | 2 июля 2005      |                                                   | 10.180.591              | [ 88 ] [ 94 ]        |
| 578                             | 5 ноября 2005    | Казань                                            | 6.579.561               | [ 88 ] [ 95 ] [ 96 ] |
| 592                             | 11 февраля 2006  |                                                   | 8.330.546               | [ 88 ] [ 97 ]        |
| 780                             | 20 сентября 2009 | Черкесск                                          | 3.350.000               | [ 88 ]               |
| 1204                            | 5 ноября 2017    | Воронежская область                               | 506.000.000             | [ 99 ] [ 39 ] [ 40 ] |
| 1206                            | 19 ноября 2017   | Ставропольский край                               | 100.000.000             | [ 100 ]              |
| 1212 (Новогодний миллиард-2018) | 1 января 2018    | Казань                                            | 250.000.000             | [ 101 ]              |
| 1231                            | 13 мая 2018      | Тверская область                                  | 209.000.000             | [ 102 ]              |
| 1316 (Новогодний миллиард-2020) | 1 января 2020    | Московская область                                | 1.000.000.000           |                      |

#### Джек-пот по обоим правилам
- С учётом обоих версий Джек-пота всего они были разыграны 22 раза.

### Кубышка (С 1995 по 1996 гг. назывался Тур неудачников, с 1999 по 2000 гг. называлась Копилка, с 2000 по н.в. называется Кубышка)
С 1995 по 1996 годы тем, у кого остались все невыпавшие числа в обоих карточках, вручались ценные призы, начиная с 1999 года игроки получают накопленный призовой фонд Кубышки, но правила ужесточены, для того чтобы сорвать кубышку нужно, чтобы все невыпавшие числа оказались либо в верхней, либо в нижней карточке.
| Тираж | Дата розыгрыша | Количество выигравших билетов | Город или регион, где был куплен счастливый билет | Сумма выигрыша в рублях, либо наименование ценного приза | Источники |
| ----- | -------------- | ----------------------------- | ------------------------------------------------- | -------------------------------------------------------- | --------- |
| 30    | 7.05.1995      | 3                             |                                                   | ВАЗ-21093                                                | [ 104 ]   |
| 31    | 14.05.1995     | 2                             |                                                   | ВАЗ-21093                                                | [ 105 ]   |
| 34    | 4.06.1995      | 1                             |                                                   | Видеомагнитофон Sony                                     | [ 106 ]   |
| 36    | 18.06.1995     | 2                             |                                                   | Видеомагнитофон Sony                                     | [ 107 ]   |
| 37    | 25.06.1995     | 1 (Василий Шуляков)           |                                                   | Музыкальный центр Shivaki                                | [ 108 ]   |
| 48    | 10.09.1995     | 1                             | ???                                               | Магнитола Sony                                           | [ 109 ]   |
| 52    | 8.09.1995      | 2                             | ???                                               | Магнитола Sony                                           | [ 110 ]   |
| 58    | 19.11.1995     | 3                             |                                                   | Магнитола Panasonic                                      | [ 111 ]   |
| 59    | 26.11.1995     | 3                             |                                                   | Магнитола Panasonic                                      | [ 112 ]   |
| 60    | 3.12.1995      | 5                             |                                                   | ???                                                      | [ 113 ]   |
| 62    | 17.12.1995     | 3                             |                                                   | ???                                                      | [ 114 ]   |
| 243   | 06.06.1999     | 1                             | Самара                                            | 5.341.915                                                | [ 115 ]   |